# Nephi (Utah)
Nephi er en by i Juab County i staten Utah i USA. Byen blev grundlagt af mormoner i 1851, og den er den største by i Juab dalen, et landbrugsområde i det centrale Utah ca. 120 km syd for Salt Lake City.
Byen har navn efter Nephi. Nephi er navnet på flere personer, der omtales i mormonernes hellige bog, Mormons Bog.
Byen, der ligger ca. 1.500 m over havets overflade har 4.733 indbyggere (pr. 2000). Heraf er 97 % hvide. 

## Eksterne referencer
- Om Nephi fra OnlineUtah
- Data om Utah fra city-data.com

39°42′33″N 111°49′53″V / 39.7092°N 111.8314°V